# Степногорський гірничо-металургійний завод
Степногорський гірничо-металургійний завод – підприємство кольорової металургії, яке діє в казахському місті Степногорськ.

## Урановий напрямок
Гірничо-металургійний завод (ГМЗ), перша черга якого стала до ладу в 1968 році, був одним з основних елементів технологічного ланцюжка Цілинного гірничо-хімічного комбінату (ЦГХК). Він приймав від рудоуправлінь комбінату  (Шантобінського, Манибайського, Заозерного, Ішимського, Володарівського) урановий концентрат та провадив його збагачення та переробку аж до отримання закису-окису урану. З початком застосування на родовищах технології підземного вилуговування сировиною для ГМЗ також стали сульфатнокислі урановмісні розчини.
На тлі краху планової економіки ЦГХК потрапив у складне економічне становище і в 1998-му зупинив свій останній рудник. В 2004-му ГМЗ (на той час вже складова ТОВ «Степногорський гірничо-хімічний комбінат») розпочав співробіництво з концерном «Казатомпром», що дозволило відновити його роботу. Тепер основними постачальниками сировини стали інші підприємства «Казатомпрому», звідки надходив хімічний концентрат урану, відомий як «жовтий кек». Також провадять переробку сульфатнокислих урановмісних розчинів родовища Семізбай, крім того, певний час (до повторної зупинки в 2013 році) сировину постачали Шантобінські рудники. В 2009-му ГМЗ виробив 3035 тон закису-окису урану.
Станом на початок 2020 проектна потужність ГМЗ становить 4000 тисячі тон, при цьому анонсовано проект її збільшення до 6000 тисяч тон.

## Напрямок рідкісних металів
Оскільки руда Манибайського рудника мала суттєвий вміст молібдену, на ГМЗ також організували виробництво цього металу у вигляді пармолібдату амонію. Вперше солі молібдену отримали тут в 1970-му, а в 1988-му був досягнутий історичний пік виробництва молібдену.
Наприкінці 1980-х планувалось організувати переробку у Степногорську вольфрамового концентрату з Верхньо-Кайрактинського рудника, проте спорудження останнього не вдалось довести до завершення.
У 2005-му в Степногорську ввели в дію дослідну ділянку по отриманню триоксиду молібдену із хвостів уранового виробництва.
В подальшому належна до ГМЗ збагачувальна фабрика розширила свої можливості за рахунок роботи з мідно-молібденовою та золотовмісною рудою.

## Інші супутні напрямки
Рудники Заозерної групи постачали уран-фосфоритову руду, що призвело до рішення організувати на майданчику продукування фосфорних добрив. В 1971-му став до ладу призначений для цього цех, що в подальшому перетворився на завод у складі концерну «Казфосфат».
Технологічний процес ЦГХК потребував великих обсягів сульфатної кислоти, яку виробляли на самому комбінаті (з середини 2010-х цим займається спільне підприємство  СКЗ «Казатомпром»).

## Власники
В другій половині 2010-х стало відомо, що фактичними власниками ТОВ «Степногорський гірничо-хімічний комбінат» є мілліардер Васілій Анісімов (понад 50%) та Яков Клебанов (не менш ніж 25%).
В 2023-му майже одноосібним – 99,99% – власником ТОВ «Степногорський гірничо-хімічний комбінат» стала російська корпорація «Росатом» через свою дочірню структуру Uranium One.